# Anne en Patrick Poirier
Anne en Patrick Poirier (Marseille, 31 maart 1942 respectievelijk Nantes, 5 mei 1942) zijn Franse beeldhouwers, die als kunstenaarsechtpaar samenwerken.

## Leven en werk
Zij studeerden van 1963 tot 1966 aan de École nationale supérieure des arts décoratifs in Parijs. Met een beurs van de Prix de Rome voor een verblijf van vier jaar in Villa Medici verbleven zij van 1969 tot 1973 in Rome. Ook kregen zij een beurs voor een verblijf in Berlijn van de Deutsche Akademische Austausch Dienst (DAAD) en een stipendium van het Institute for Contemporary Art (P.S. 1) in Long Island (New York). Zij namen deel aan de Biënnale van Parijs in 1973 en de Biënnale van Venetië in de jaren 1976, 1980 en 1984 en werden in 1977 uitgenodigd voor documenta 6 in de Duitse stad Kassel.
De kunstenaars, die in Lourmarin in het departement Vaucluse wonen en werken, zijn vooral bekend geworden als conceptuele kunstenaars. Hun centrale thema's zijn de archeologie en de mythologie. Hun kunstrichting wordt omschreven als culturele Spurensicherung., het vastleggen en bewaren van het culturele verleden, tegen het vergeten.

## Werken (selectie)
- 1971/72 : Ostia antica
- 1975/77 : Domus aurea
- 1982 : La mort d'Ephialtes, Beeldenpark Villa Celle bij Pistoia
- 1983 : Jupiter et Encélade (uit de serie : Jupiter et les Géants)
- 1983 : Mimas, tuin van het Musée départemental d'art ancien et contemporain in Épinal
- 1984 : Occhio Piangente, Herbert-Gerisch-Stiftung in Neumünster[3]
- 1984/85 : La grande colonne noire de Suchères, Aire de service de Suchères , Autoroute Clermont-Ferrand - Saint-Étienne
- 1985 : Le monument de Tikal, cour Saint-Antoine, Hors-Château, Luik[4]
- 1985 : La fontaine des géants[5], Parque de Europa, Barrio de Tonkin in Villeurbanne
- 1985/86 : Promenade Classique, Alexandria (Virginia)
- 1986 : Petite mise en scene au bord de l'eau, tuinen van Villa Demidoff, Vaglia-Pratolino.
- 1986 : L'ame du voyageur endormi, Les Mas Saint-Anne, Lourmarin
- 1987 : Medusa Brunnen, Henriettenplatz in Berlin-Wilmersdorf
- 1988 : Exegi momumento aere perennius - He levantado un monumento más duradero que el bronce Museo Pecci
- 1989 : La Fontaine des géants, Pound Ridge (New York)
- 1989 : Hommage à Claude-Nicolas Ledoux, Le Ponant, Parijs
- 1989/90 : Oculus historiae, oculus memoriae, oculus oblivionis, Stadtarchiv-Platz, München
- 1990 : Arquetipos Nuevos, Washington Mutual Tower, Seattle
- 1990 : Exegi monumentum, Collectie Pierre Farrenbach, Colmar
- 1990/91 : Mnemosyne
- 1989/92 : De la Fragilité du Pouvoir
- 1992 : New Archetypes, Toronto City Hall, Toronto
- 1993 : Fontein Charles Voscour(?)[6], Maastricht
- 1993 : Dépot de mémoire et d'oubli, Ludwig Museum im Deutschherrenhaus, Koblenz
- 1996 : Fragility en Wounds, Museum De Paviljoens in Almere
- 1999 : Una Folie o Pequeño Paraiso para Pontevedra, Illa das Esculturas de Pontevedra in Pontevedra
- 2001 : Danger zone
- 2002 : War game
- 2004 : Los Paradise[7], De Collectie Almere/Museum De Daviljoens in Almere
- 2005 : Memoria Mundi, Kunstweg MenschenSpuren bij Düsseldorf
- 2018 : Janus, Museum De Pont in Tilburg

## Fotogalerij

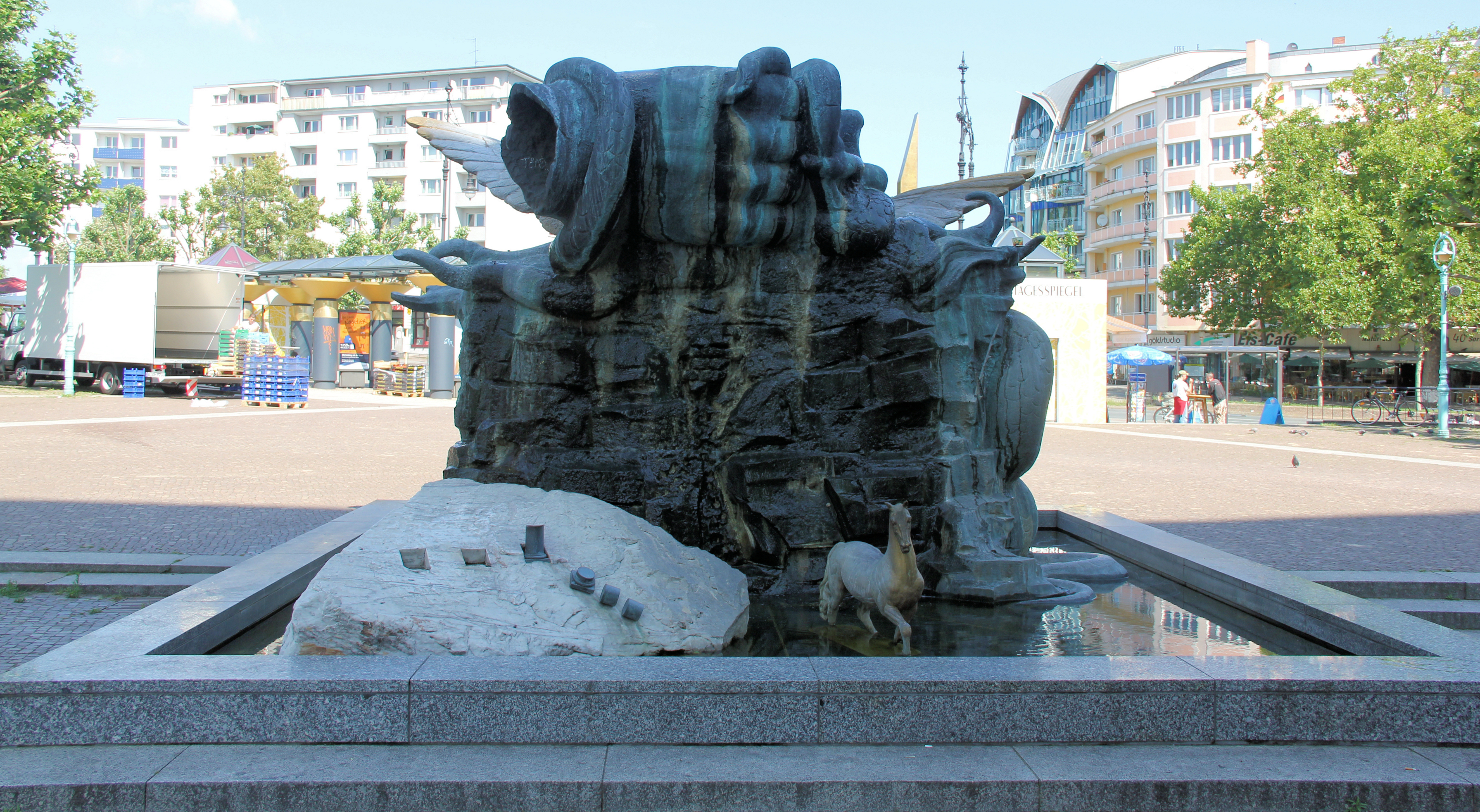
Medusa Brunnen, Berlijn
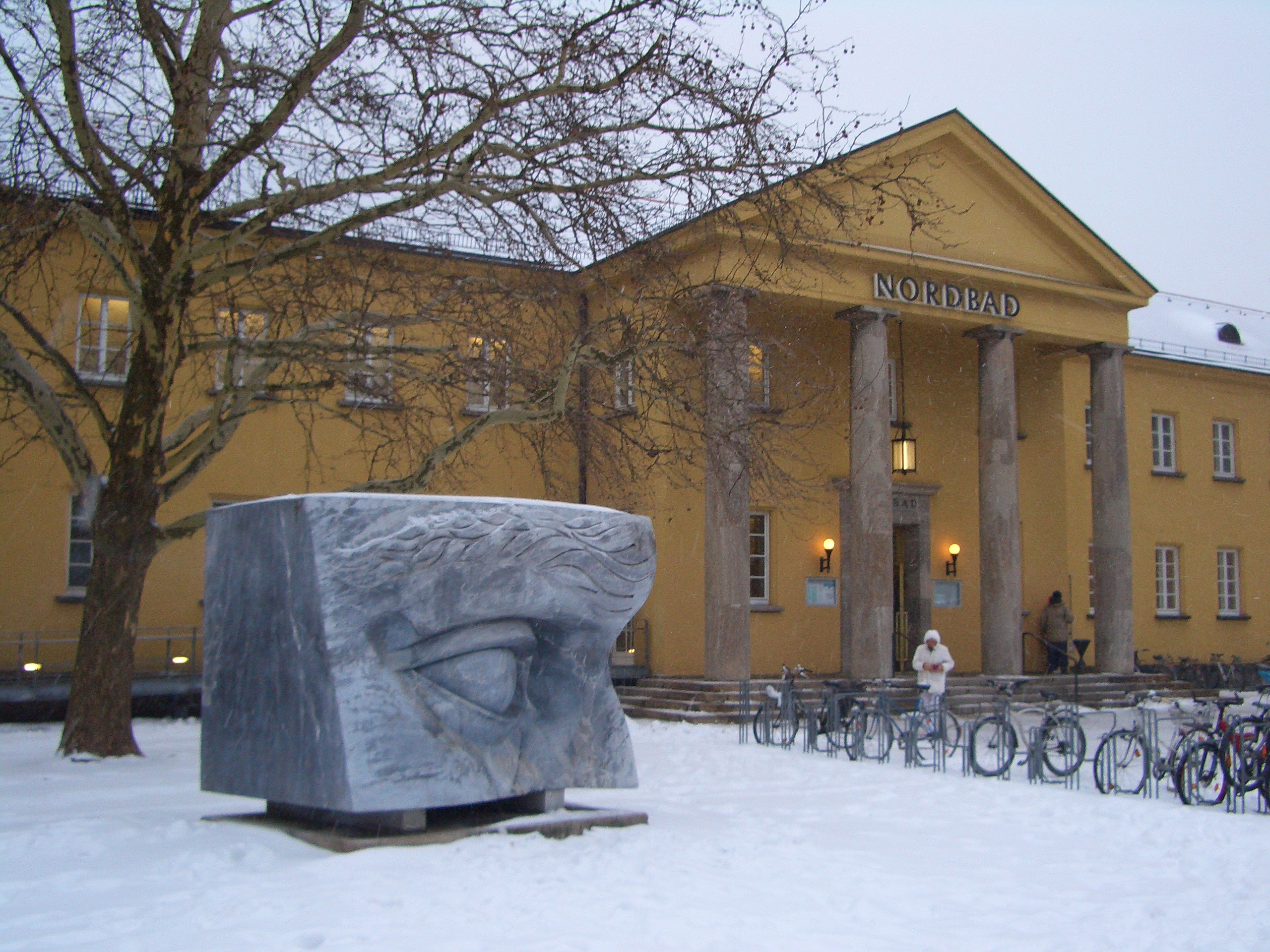
Oculus historiae, oculus memoriae, oculus oblivionis, München
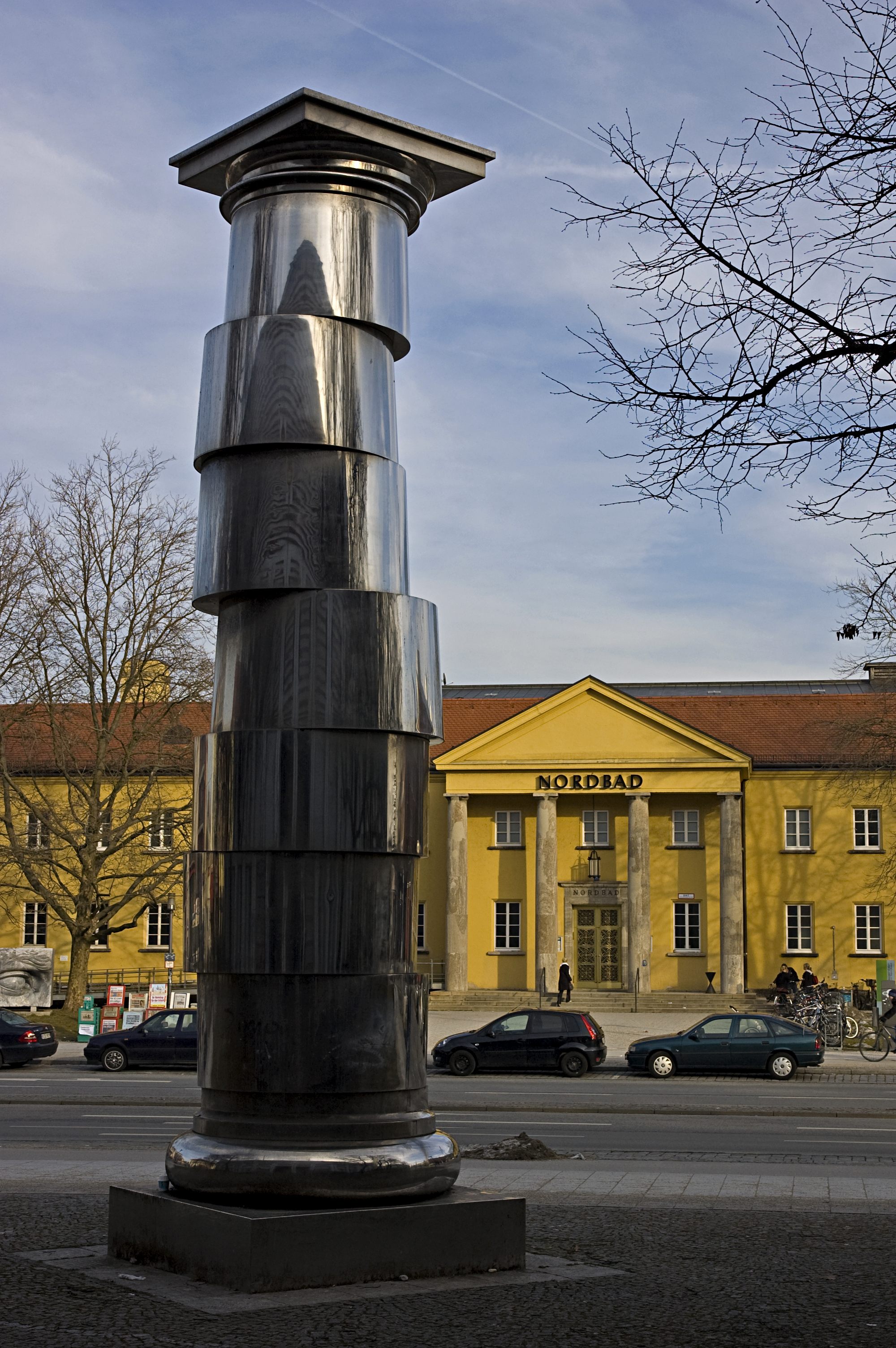
Zuil, München
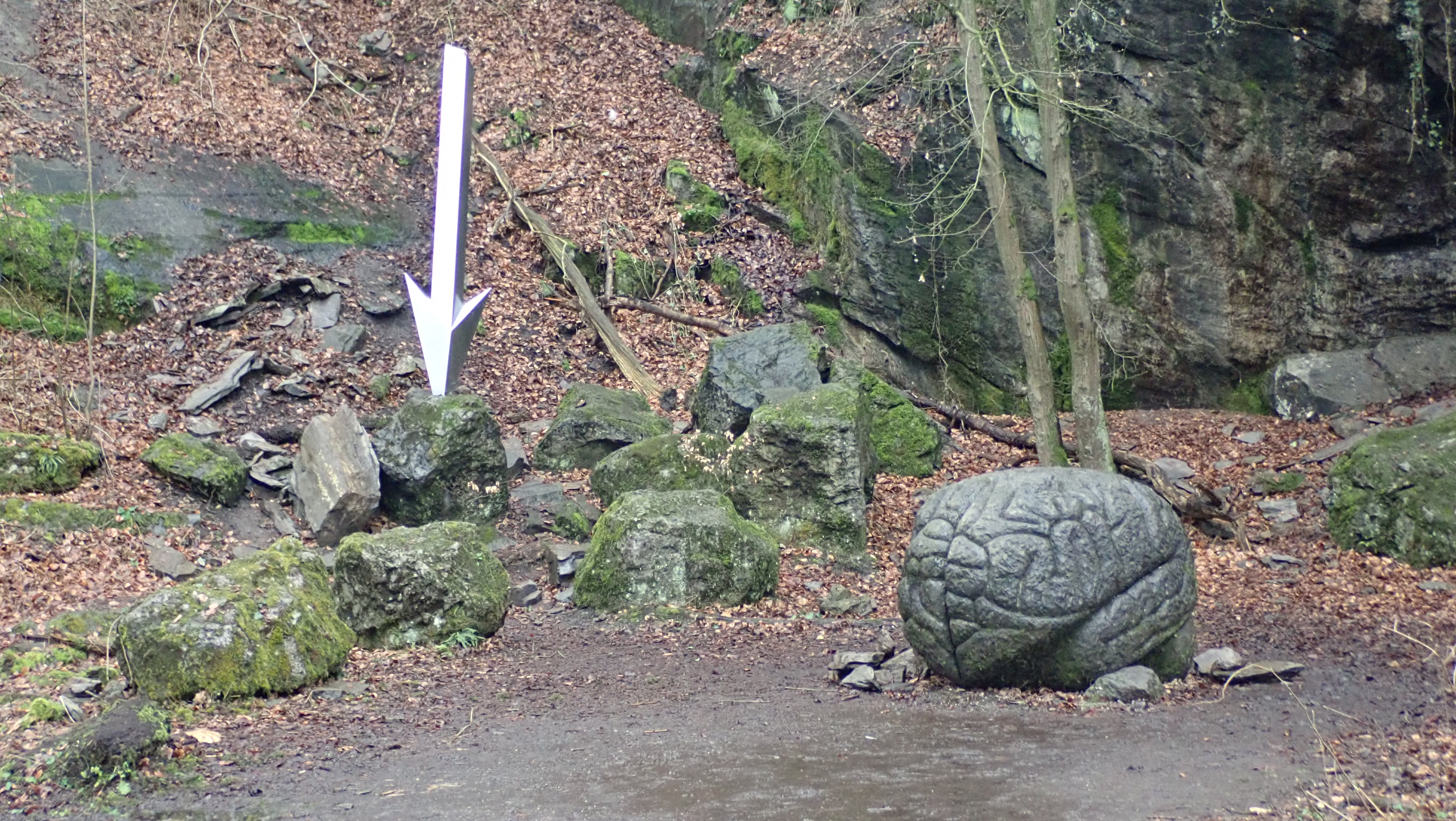
Memoria mundi, Neanderthal